# T. K. Tseng
T. K. Tseng, även känd som Tseng Tsung-kien, född 1882 i Minhou i Fujian, död 1958 i USA, var en kinesisk ämbetsman och diplomat.
Han föddes i Fujian-provinsen och tog sin första examen vid Nanyang College i Shanghai 1901. Samma år sändes han till England, där han studerade vid King's College från 1907, varefter han läste vid Pembroke College vid Cambridge University.
Efter återkomsten till Kina tog han tjänst i utrikesministeriet i Peking fram till 1917. Under Xinhairevolutionen 1911-12 var han sekreterare under Duan Qirui.
Han tjänstgjorde sedan i olika diplomatiska ställningar som generalkonsul i Australien och minister i Sverige och Norge (1926-1929).